# Računalniška pomoč na daljavo
'SERVIS', 'Pomoč na daljavo' ali 'Računalniška pomoč na daljavo' je storitev kjer preko interneta administrator pomaga klientu (človek-človeku). 
Z dovoljenjem klienta (človeka, ki potrebuje pomoč) se dva računalnika povežeta. Po navadi se administratorju prepusti pravice upravljanja računalnika pri klientu, da mu pomaga.
Pomoč je lahko odprava napake na računalniku, opremi ali programih, inštalacija opreme, programov, dodatkov, učenje, prikaz,...
V praksi se dva računalnika povežeta z namenom, da je odziv hitrejši, preprostejši in cenejši. Saj ni potrebno odklapljati naprav, administrator pa hitreje odpravi napake na računalniku, brez obiska serviserja na klientovi lokaciji. Med postopkom ima klient ves čas vpogled v dogajanje, spremlja delo administratorja na svojem ekranu. 
Storitev 'Pomoč na daljavo' lahko izvajajo različni ljudje, za povezavo pa obstajajo tudi namenski programi.